# Рудаков, Владимир Николаевич
Владимир Николаевич Рудаков (род. 16 июня 1972, Москва) — российский историк, педагог, журналист. Выпускник исторического факультета МПГУ. Кандидат филологических наук (1999). Главный редактор научно-популярного журнала «Историк». Член Совета по внешней и оборонной политике. Владимир Рудаков автор нескольких десятков научных работ по истории средневековой Руси и истории древнерусской литературы.

## Биография
Владимир Рудаков родился в Москве в 1972 году. В 1995 году окончил с отличием исторический факультет Московского педагогического государственного университета, в 1998-м — аспирантуру Института мировой литературы имени А. М. Горького РАН. В 1999 году защитил кандидатскую диссертацию по филологии на тему «Отображение монголо-татар в древнерусской литературе середины XIII—XV века: Эволюция представлений, сюжетов и образов».
С сентября 1995 года преподаёт историю в гимназии № 1505. Одновременно работает в российских СМИ.
В 1996 году — корреспондент газеты «Московские новости».
В 1999—2001 годах — парламентский корреспондент РИА «РБК».
С 2001 года — политический обозреватель, а в 2009—2014 годах — заместитель главного редактора журнала «Профиль».
С сентября 2007-го по ноябрь 2015-го работал комментатором аналитической программы «Постскриптум» на телеканале ТВ Центр.
В 2014—2016 годах — член Экспертного совета Института социально-экономических и политических исследований (Фонд ИСЭПИ).
В 2016—2020 годах — член наблюдательного совета Российского общества «Знание»
В 2017 году — член Оргкомитета по подготовке и проведению мероприятий, посвященных 100-летию Революции 1917 года.
С января 2015 года по настоящее время — главный редактор журнала «Историк», учреждённого Фондом ИСЭПИ.
С 2020 года — член Общественного совета при Департаменте образования и науки города Москвы.
В 2009 году в издательстве «Квадрига» вышла в свет его монография «Монголо-татары глазами древнерусских книжников середины XIII—XV веков», переиздана в 2014 и 2017 годах.
Под редакцией В. Н. Рудакова изданы специальные выпуски журнала «Историк»: «Русская революция. Уроки истории» (М., 2017), «Крым. Страницы истории с древнейших времен до наших дней» (М., 2018), «Новейшая история России» (М., 2021), книга-альбом «История Отечества в русской живописи» (М., 2020), а также биографическое издание «Деятели исторической России с древнейших времен до наших дней» (М., 2023).
Женат, три дочери.

## Награды
- Почётная грамота Президента Российской Федерации (2025)[3],
- Благодарность Президента Российской Федерации (2020);
- Лауреат премии Союза журналистов России «Золотое перо России» (2021);
- Лауреат премии Правительства РФ в области СМИ за 2021 год[4];
- Медаль имени Е. М. Примакова Императорского православного палестинского общества (2023)[5].
- Почетная грамота Государственной думы ФС РФ[6]